# Акты, собранные Кавказской археографической комиссией
А́кты Кавка́зской археографи́ческой коми́ссии — официальное издание документов, извлечённых из архива Главного управления наместника кавказского.

## История издания
Кавказская археографическая комиссия была создана по инициативе А. П. Николаи, начальника Главного управления наместника кавказского. Комиссия была учреждена 11 марта 1864 года наместником кавказским великим князем Михаилом Николаевичем.
На комиссию возлагалось:
- подробная разработка главных архивов Кавказского и Закавказского края, извлечение и обнародование отдельными выпусками важнейших исторических памятников и документов, представляющих интерес;
- составление подробных исследований о развитии в Кавказском крае гражданского управления под русским владычеством;
- составление и издание отдельной книгой, как необходимого подспорья для пользования изданием этой Комиссии, общей для всех томов описи документов, предметного и алфавитного указателей и списка указаний, относящихся к Кавказскому краю;
- распределение дел архива бывшего Главного управления наместника кавказского по трём категориям — подлежащих:
  - немедленному уничтожению;
  - временному хранению;
  - постоянному хранению.

Первым председателем Кавказской археографической комиссии стал А. П. Берже, привлекший к сотрудничеству Мирзу Фетх-Али, переведшего все восточные документы, вошедшие в будущий 1-й том Актов комиссии, И. Г. Берзенова и грузинского историка и археолога Д. З. Бакрадзе. После смерти в 1886 году А. П. Берже, издание выходило под редакцией Д. А. Кобякова (последние два тома).

## Содержание издания

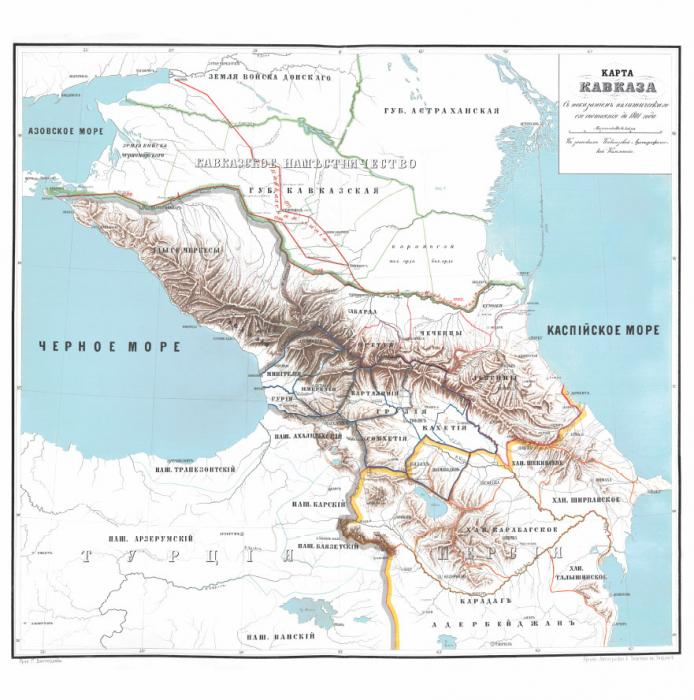
Лист карты Актов

Акты состоят из 12-ти томов (6-й в 2-х частях). В них опубликованы ценные источники по истории народов Кавказа: арабская хроника, фирманы, гуджары (жалованные грамоты) и другие акты, главным образом XIV — первой половины XIX веков на грузинском, армянском, русском, арабском, персидском, азербайджанском, турецком языках с русским переводом, а также родословные местных ханов и султанов.
Каждый из томов включает в себя документы за время правления того или иного Кавказского Наместника.
Известный кавказовед Н. И. Покровский, высоко оценивая «Акты», подметил, что в них подбор материала осуществлялся почти исключительно с точки зрения военной истории.

## Судьба издания
Издание актов обходилось достаточно дорого. Возник вопрос о закрытии археографической комиссии. При штабе войск Кавказского военного округа состоял военно-исторический отдел, который издал несколько ценных томов по истории кавказских войн.

## Список томов
| Том | Год  | Редактор      | Стр. | ISBN (репринт)         |
| --- | ---- | ------------- | ---- | ---------------------- |
| 1   | 1866 | А. П. Берже   | 827  | ISBN 978-5-458-04497-4 |
| 2   | 1868 | А. П. Берже   | 1238 |                        |
| 3   | 1869 | А. П. Берже   | 767  | ISBN 978-5-458-67808-7 |
| 4   | 1870 | А. П. Берже   | 1019 | ISBN 978-5-458-67809-4 |
| 5   | 1873 | А. П. Берже   | 1187 | ISBN 978-5-458-67810-0 |
| 6/1 | 1874 | А. П. Берже   | 957  |                        |
| 6/2 | 1875 | А. П. Берже   | 954  |                        |
| 7   | 1878 | А. П. Берже   | 1011 | ISBN 978-5-458-67811-7 |
| 8   | 1881 | А. П. Берже   | 1033 |                        |
| 9   | 1884 | А. П. Берже   | 979  |                        |
| 10  | 1885 | А. П. Берже   | 982  | ISBN 978-5-458-67813-1 |
| 11  | 1888 | Д. А. Кобяков | 1035 | ISBN 978-5-458-67814-8 |
| 12  | 1904 | Д. А. Кобяков | 1558 |                        |